# Rauschpfeife

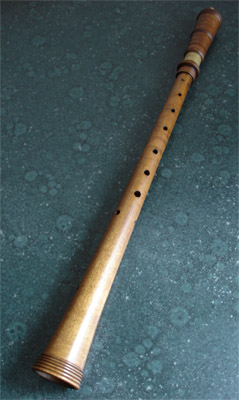
Un rauschpfeife soprano

Le rauschpfeife est un instrument de musique de la famille des bois, populaire durant la Renaissance en Europe. Comme le tournebout et la chalemie, le rauschpfeife est un instrument à anche double qui se décline en quatuor (sans compter la version sopranino de l'instrument).
L'anche n'est pas au contact direct des lèvres de l'instrumentiste, elle est encapsulée par une pièce de bois, le bocal, au sommet duquel est percé une fine embouchure. La perce conique de l'instrument lui assure, comme la chalemie, un son très puissant.
Cet instrument n'est actuellement utilisé que par certains instrumentistes abordant le répertoire du Moyen Âge ou de la Renaissance.